# Arcalís
Arcalís és un poble del terme municipal de Soriguera, a la comarca del Pallars Sobirà. Pertanyia a l'antic municipi d'Estac.
Està situat prop, davant i al sud-est del nucli de Baro, sobre la riba esquerra de la Noguera Pallaresa. S'hi accedeix des de la carretera N-260 després de creuar el Pont d'Arcalís, del qual pren el nom un conegut grup de música tradicional catalana.
Arcalís disposà d'una Entitat Municipal Descentralitzada pròpia, heretada de temps pretèrits, que es va suprimir el 1992.
L'ermita de la Mare de Déu d'Arboló és una església romànica de finals del segle xii on es fa un concorregut aplec el primer diumenge de maig. Encara que és a prop de Gerri de la Sal, pertany a Arcalís.
Arcalís té l'església parroquial dedicada a Sant Lliser. Tot i que és una església bastant moderna, el nom del sant a qui està dedicada deixa veure un origen medieval i fa pensar en una església anterior, possiblement romànica. Està situada a l'extrem meridional del poble, el més alt. Destaca a l'altre extrem del poble el casalot de Casa de la Masia. També hi ha les restes del Castell d'Arcalís, amb la capella romànica de Sant Martí i, més allunyada del poble, l'antiga església romànica de la Mare de Déu de Serenyà.

## Etimologia
Joan Coromines explica l'origen d'Arcalís a partir d'unes arrels preromanes que donen el basc Erkaritze, a partir del qual, per dissimilació, evoluciona fins a la forma actual. Lloc d'arbusts seria la interpretació del topònim.

## Geografia

### El poble d'Arcalís

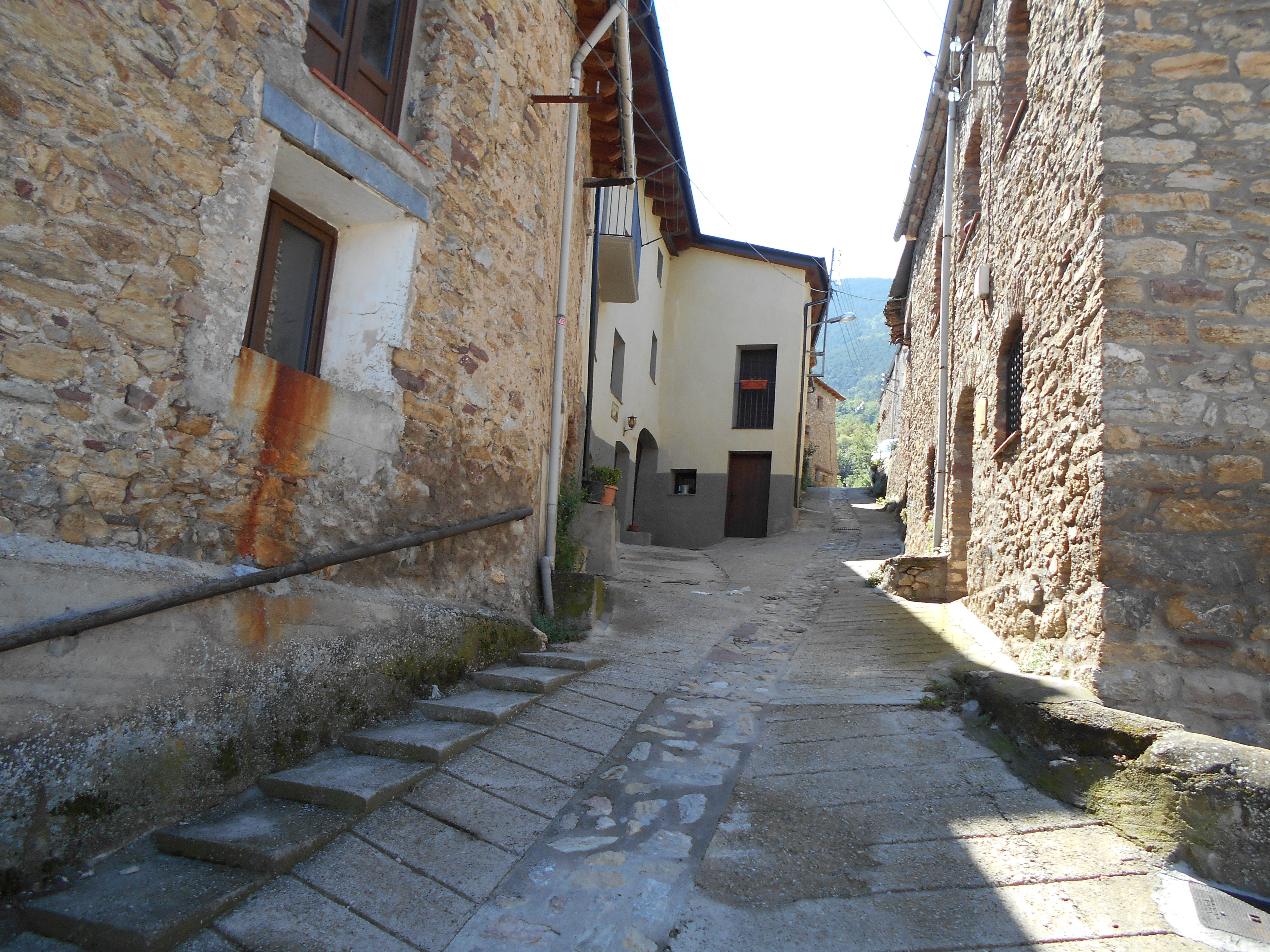
Carrer Major d'Arcalís. A la dreta, Casa Lliser.

Arcalís és un poble bastant compacte, arraïmat en un petit pla inclinat situat en un contrafort septentrional de la Muntanya de Sant Mauri, a sota i al nord-oest del lloc on hi havia el Castell d'Arcalís. Entre l'extrem inferior i el superior del poble hi ha una vintena de metres de desnivell.
Formen el poble una trentena de cases, distribuïdes bàsicament en tres carrers, amb una placeta davant de la porta de l'església de Sant Lliser, a l'extrem sud-est del nucli de població. L'antiga escola és a l'extrem nord-oest del poble, el primer edifici que hom troba en arribar al poble.

#### Les cases del poble[2]
Casa Saboya Fierro
| - Casa Basilet - Casa Belo - Casa Blasi - Casa Borrut - Casa Casal - Casa del Coix - Casa l'Escolanet | - Casa Evaristo - Casa Jana - Casa Janet - Casa Joanet - Casa Lliser - Casa Marçal - Casa Marcelino | - Casa Menal - Casa Mestre - Casa la Mola - Casa Mont-roset - Casa Nasi - Casa de Nasiet | - Casa Noguers - Casa Rafeli - Casa Ramon - La Rectoria - Casa Sabaric - Casa la Sai | - Casa Sastre - Casa Segret - Casa de la Torre - Casa Torres - Casa Turetes - Casa Viudo |

## Història

### Edat moderna
El 1553 Arcalis enregistrava 9 focs civils i 1 d'eclesiàstic (uns 50 habitants).

### Edat contemporània
Pascual Madoz dedica un article del seu Diccionario geográfico... a Arcalís. Hi diu que és una localitat amb ajuntament que està situada a l'esquerra de la Noguera Pallaresa, sobre un turó, i als peus d'una muntanya més alta. Segons Madoz, la combaten principalment els vents del nord i del sud. El clima hi és fred, però força sa. Tenia en aquell moment 14 cases i l'església parroquial de Sant Lliser, que disposava de rector ordinari nomenat per la diòcesi o el rei, segons els mesos del nomenament. A poca distància del poble hi ha, continua dient, abundoses fonts de què es proveeixen els veïns. En territori del poble, hi ha l'ermita de la Mare de Déu d'Arboló o Erboló. Les terres són en general poc fèrtils i d'ínfima qualitat, sempre en zona muntanyosa. Tanmateix, a llevant del poble hi havia un bosc espès, del qual s'extreia fusta, que es duia a Tortosa amb rais. Aquesta indústria de la fusta, i el seu transport, ocupava moltes mans en una època de l'any, i la resta de temps es dedicava a l'agricultura. S'hi collia ordi, civada, patates, llegums, hortalisses i moltes fruites, especialment pomes d'hivern. S'hi criaven porcs, ovelles i cabres, amb les mules i bous necessaris per a la feina agrícola. Hi havia molta caça de conills, llebres i perdius. Comptava amb 10 veïns de cadastre (caps de casa) i 169 ànimes (habitants).

### L'Entitat Municipal Descentralitzada
La Entidad local menor de Arcalís no consta quan va ser creada, però era una de les pedanies existents des de molts anys enrere. Eren regides per un alcalde pedani. Passats els anys, aquestes entitats foren convertides en les actuals Entitats municipals descentralitzades i adaptades a les noves legislacions municipals. La d'Arcalís fou suprimida el 1992, i ja estava inactiva des d'abans de les eleccions locals del 1983.
Com està previst en la legislació municipal vigent en l'actualitat, els pobles constituïts en Entitat Municipal Descentralitzada (EMD) elegien, alhora que l'alcalde i regidors del seu municipi, un president d'EMD. En el cas d'Arcalís, aquesta figura va ser coberta per:
- Josep Bigordà i Ponsico (1979 - 1983), els darrers anys nominalment.

## Demografia[5]
| 1857 | 1888 | 1900 | 1910 | 1920 | 1930 | 1940 | 1950 | 1960 | 1970 | 1981 | 1991 | 2000 | 2002 | 2004 | 2006 | 2008 | 2010 | 2011 |
| ---- | ---- | ---- | ---- | ---- | ---- | ---- | ---- | ---- | ---- | ---- | ---- | ---- | ---- | ---- | ---- | ---- | ---- | ---- |
| 215  | 106  | 90   | 84   | 93   | 73   | 79   | 59   | 41   | 21   | 16   | 10   | 22   | 20   | 23   | 25   | 25   | 29   | 26   |

Les dades del 1553 són 10 focs, és a dir, llars. Cal comptar a l'entorn de 5 persones per foc.

## Fills del poble
El fill d'Arcalís que arribà a tenir més anomenada fou Josep Ponsico Escribà, de Casa Lliser, conegut amb el renom de Lliser d'Arcalís. Fou un lladre de camí ral, cap d'un grup de bandolers que assaltava els traginers i comerciants que arribaven a la comarca a finals del segle xix. Sobre el poble de Gerri de la Sal i l'ermita d'Arboló s'alça la Roca del Lladre: un mirador immillorable sobre la vall de la Noguera Pallaresa des d'on els homes de Lliser vigilaven el pas de viatgers.
Lliser d'Arcalís arribà a crear-se una notable fama a tota la comarca; tanta, que se n'expliquen força històries, que no es pot arribar a esbrinar si foren certes, o bé fruit de la imaginació popular. Visqué fins a primeries del segle xx, i es diu que després de la seva mort, ningú més fou batejat amb el nom de Lliser, almenys a Arcalís.

## Curiositats
Durant la segona dècada del segle XXI va viure a Arcalís un jove artista local, en Xavi Pedemonte (el Petit). A part de ser l’alcalde del municipi entre els anys 2015 i 2017, va realitzar algunes pintures murals en algunes façanes del poble.
L'escriptor i pintor Norbert Orobitg i Carné va viure a Arcalís des de 1981, un cop es va jubilar, fins a la seva mort (el 1995). A la fundació Mirador hi tenia una exposició dels seus quadres i llibres i allí imprimia, amb una fotocopiadora, una petita revista local: El Tuc. Abans de la guerra civil havia exercit de mestre a l'escola de Baro, durant el curs 1935-36.

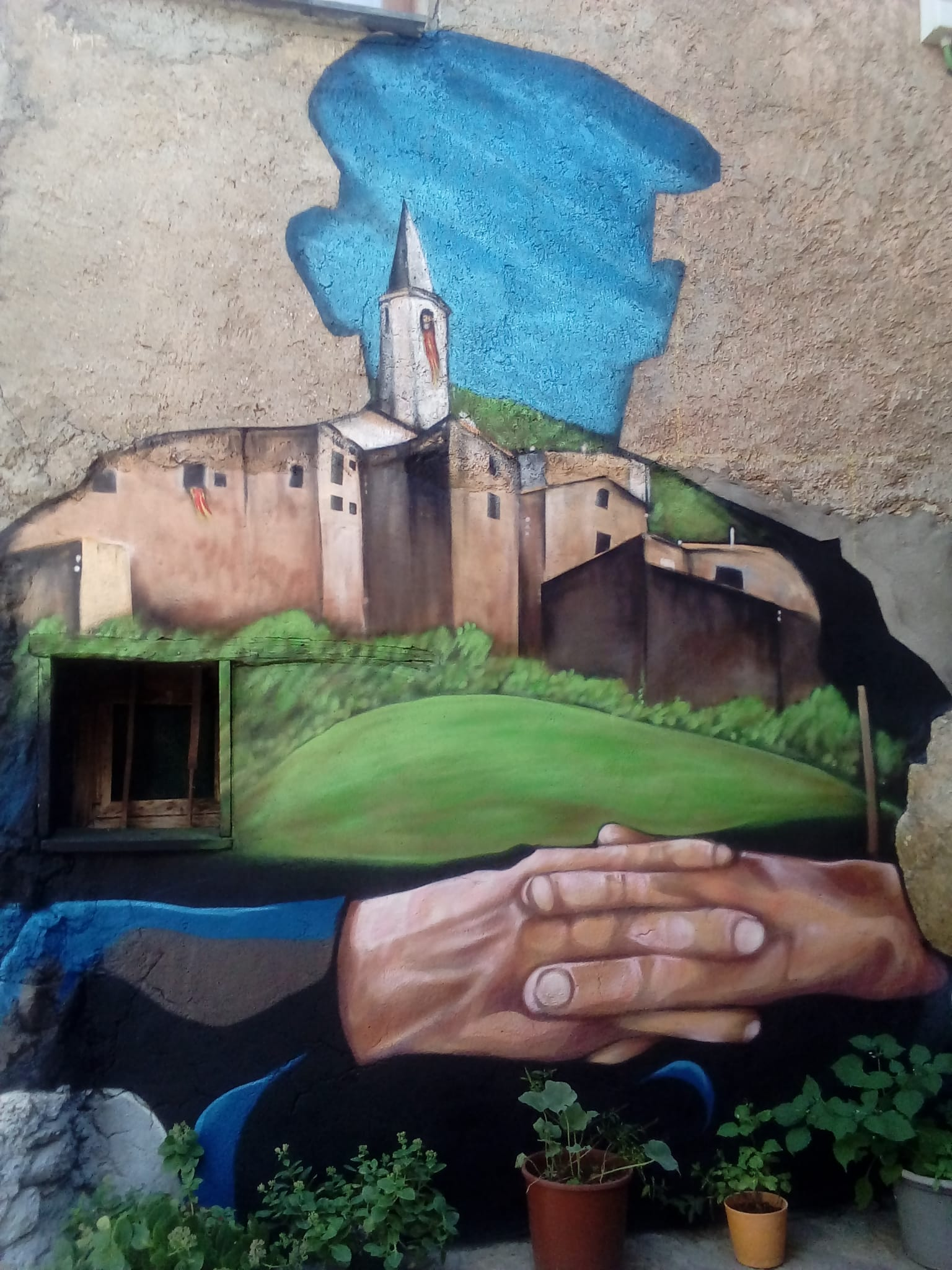
Grafit dedicat a Pepe de casa Segret
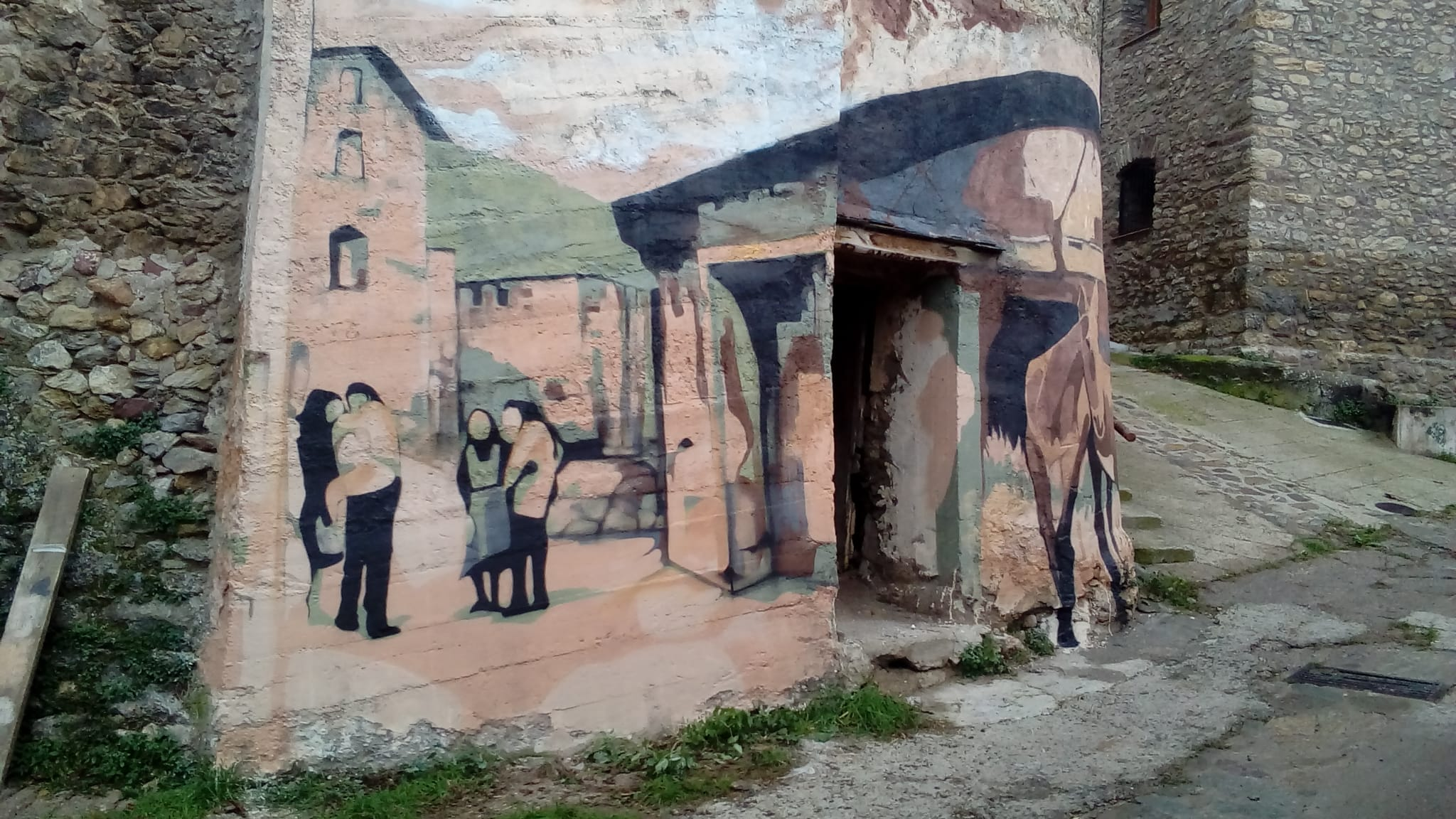
imatges antigues del poble
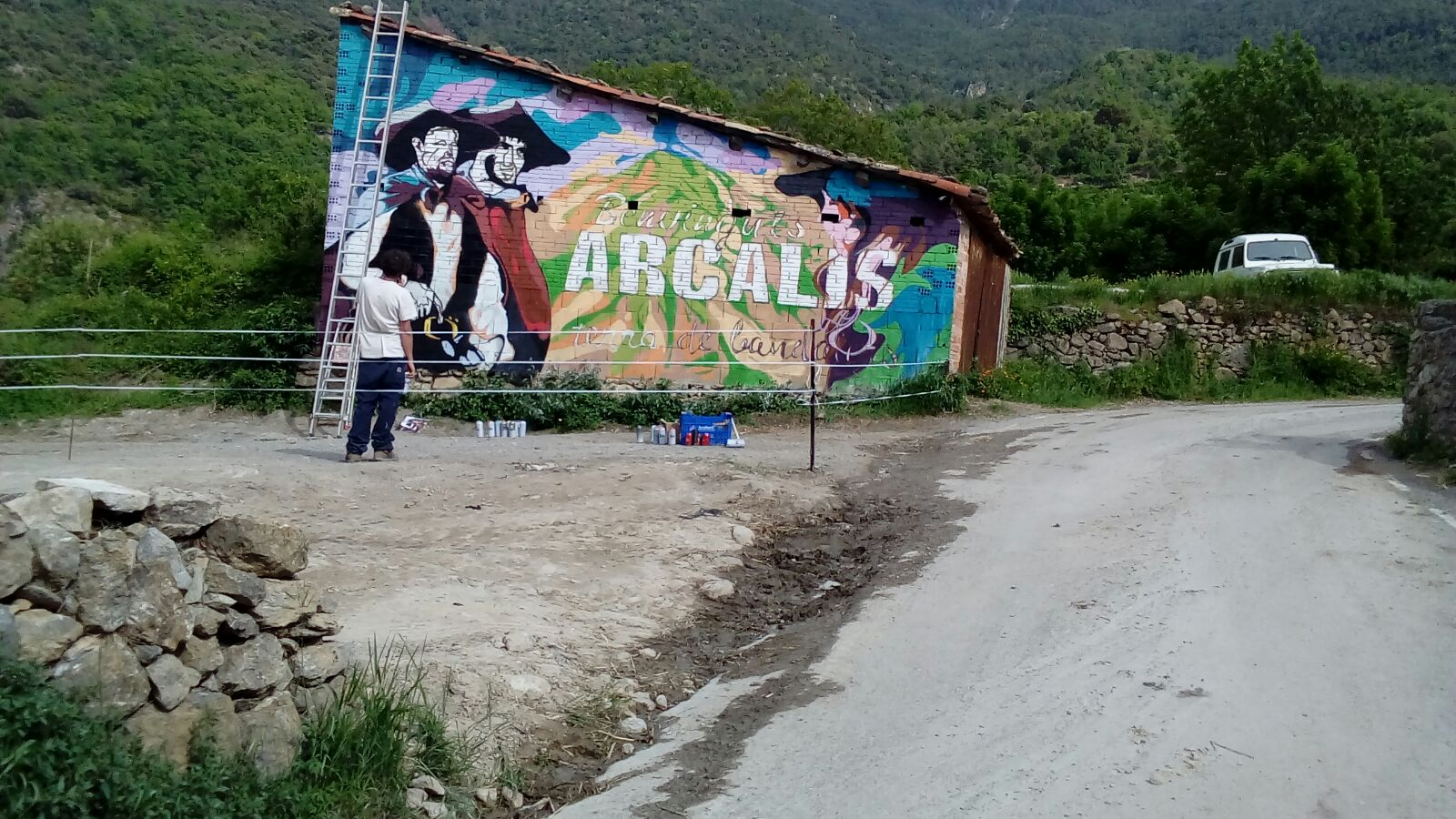
El Petit pintant el mural del Lliser
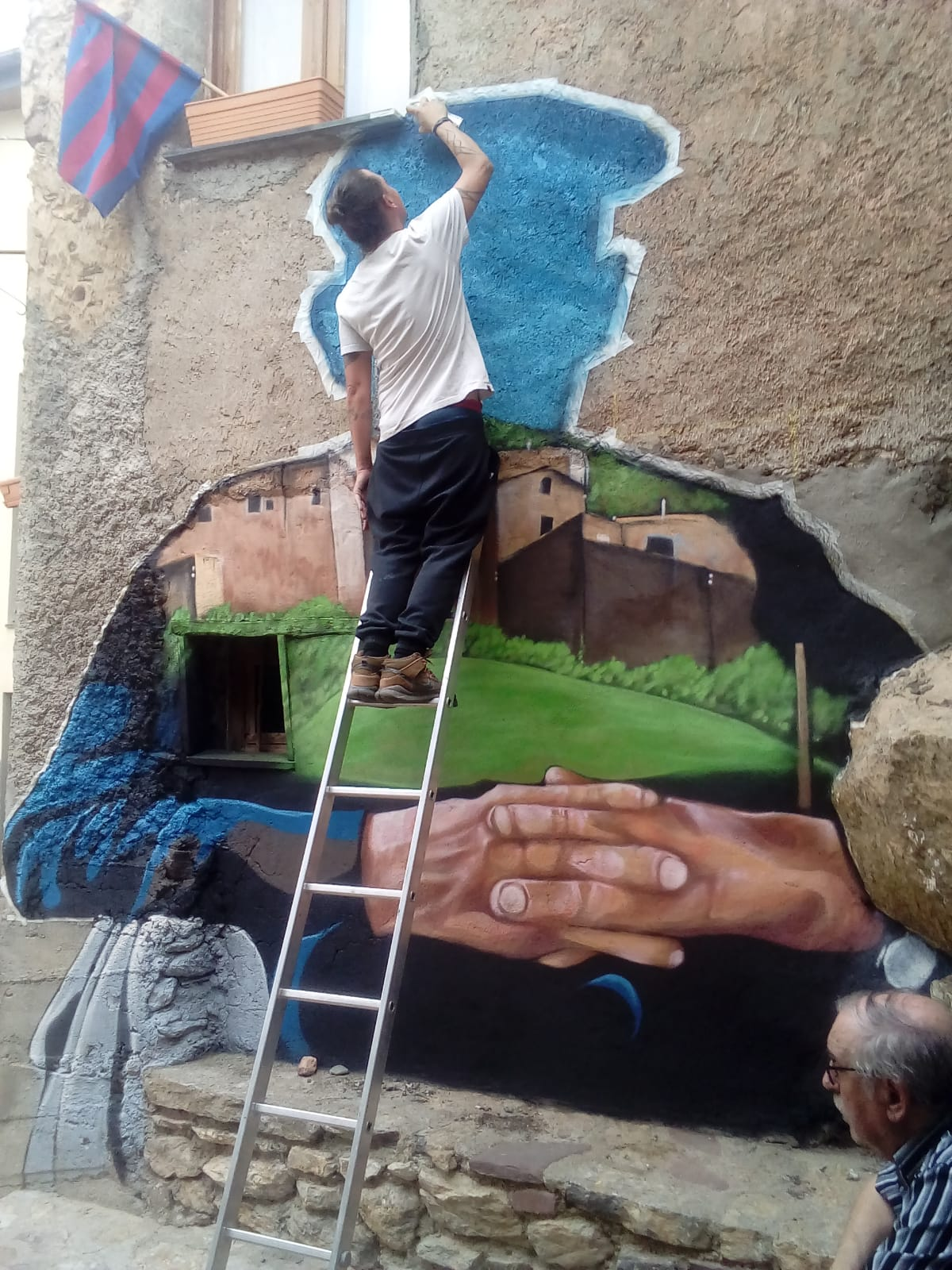
El Petit pintant el mural de Pepe
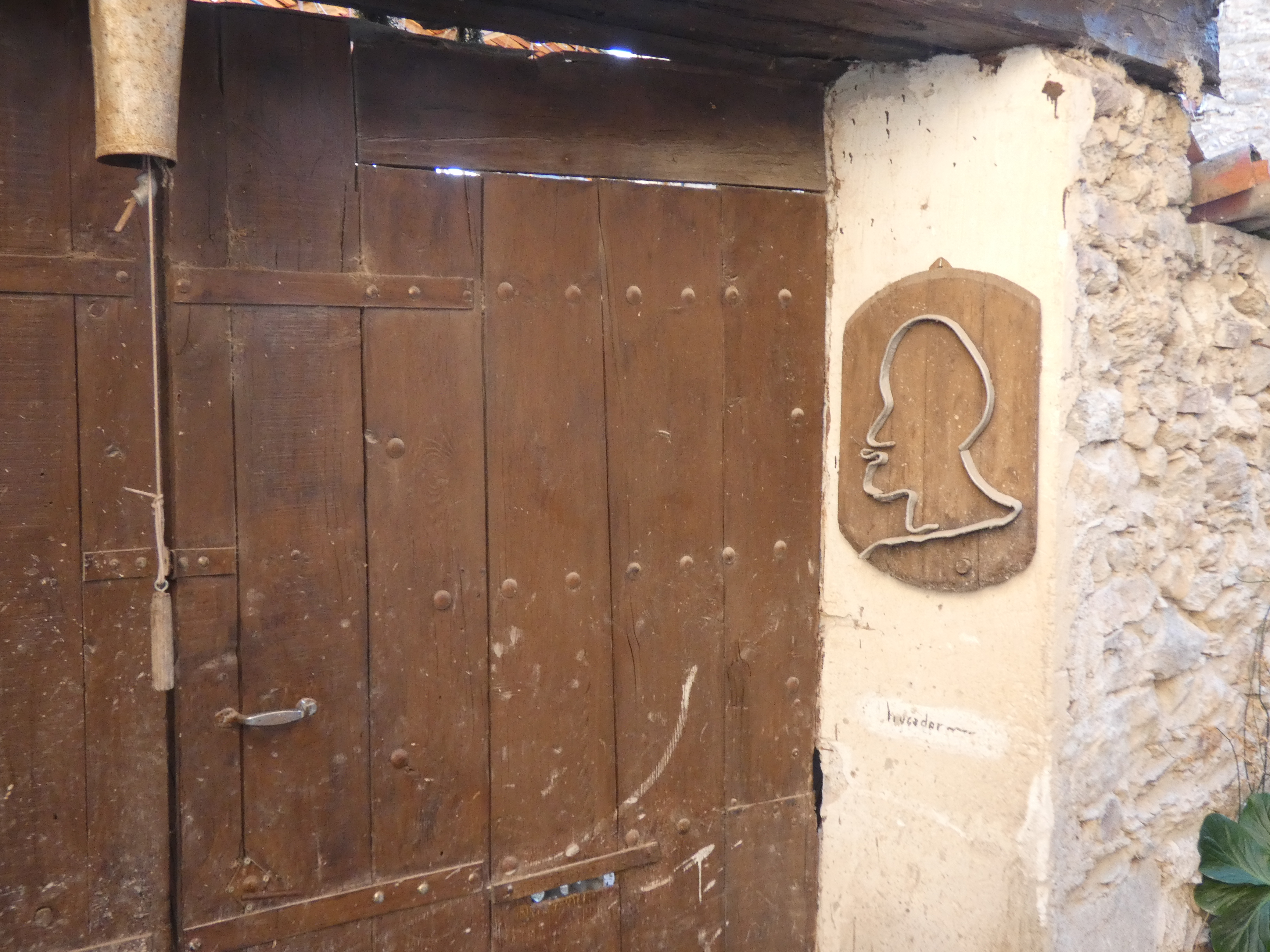
Entrada de l'antiga fundació mirador

## Comunicacions
Arcalís es comunica amb l'exterior a través d'una única via: la carretera local, asfaltada, en bon estat, la Pista d'Arcalís, que arrenca de Baro, del barri de Baro de Damunt, on el nou Pont d'Arcalís travessa la Noguera Pallaresa i en 2,4 quilòmetres de tancats revolts puja fins a Arcalís salvant els quasi 150 metres de desnivell existents. A Baro enllaça amb la carretera C-13, i hi passen alguns mitjans de transport col·lectiu.